# Muttiah Muralitharan

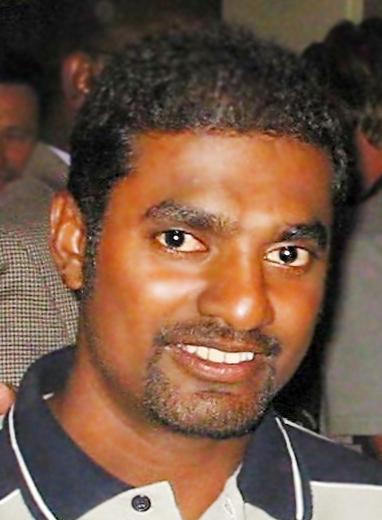
Muttiah Muralitharan

Muttiah Muralitharan, född 17 april 1972 i Kandy, Sri Lanka, är en lankesisk (tamilsk) cricketspelare. Han anses vara en av crickethistoriens bästa kastare, och utsågs till Världens ledande cricketspelare 2006 av crickettidskriften Wisden.
Muralitharan har sedan 3 december 2007 rekordet i antal wickets i testcricket. 